# Млекара Спасојевић
Млекара Спасојевић је породична компанија, са седиштем у насељу Црвица, на територији општине Бајина Башта. Основна делатност је прикупљање млека, његова прерада и производња млечних производа.

## Запис Таре
Запис Таре је заштићена робна марка Млекаре Спасојевић за млеко, сиреве и млечне напитке. Производи са робном марком „Запис Таре” направљени су од млека које потиче са обронака планина Таре, Повлена и Златибора.
Производи са овим знаком носе запис (код) цветних ливада, зелених борова и плавих ветрова заслађених мирисом пољског цвећа Таре. 

## Сертификати
Компанија Млекара Спасојевић поклања изузетну пажњу квалитету производа, тако да
- успоставља, документује и стално побољшава систем управљања квалитетом према ISO9001/2008, од новембра 2003. године,
- испунила је захтеве за стално унапређење пословања и безбедност хране према HACCP принципима Codex Alimentarius, од 2006. године,
- поседује и сертификате за бонитетну изврсност Creditworthiness Rating, бр: 17479270 којим се сврстава у сам врх привредних друштава у Србији који су овлашћени за употребу статуса A као симбола бонитетне изврсности, издатог од Bisnode, водеће фирме у Европи за пословне и бонитетне информације,
- носиоци су Сертификата Excellent Sme за пословну изврсност,
- уручен је међународни сертификат Golden Certificate AAA за 2014, 2015. и 2016. годину, новембра 2016.

## Награде и признања
На оцењивању квалитета производа на 73. Новосадском Сајму 2006. године јединствени производи Млекаре Спасојевић под робном марком ЗАПИС ТАРЕ, одликовани су:
- Дипломом са посебним признањем за одличан квалитет пролизвода,
- Две велике златне медаље, четири златне и једна сребрна медаља.

На 74. Новосадском сајму 2007. године, производи су добили врхунско признање за одличан квалитет својих производа:
- Пехар Новосадског Сајма,
- Шампион Квалитета у групи производа – за шампињоне у павлаци,
- Три велике златне медаље, седам златних и три сребрне медаље за одличан квалитет производа.

На оцењивању 88. Новосадског Сајма 2021. године, проиводи Млекаре Спасојевић су добили признање
- Апсолутни Победник Новосадског Сајма у групи производа млеко и млечни производи, од 19 пријављених производа, добили су:
- 19 златних медаља,
- пехар Новосадског Сајма, као и
- шампион квалитета у групи.

Компанија Млекара Спасојевић и њен власник Радомир Спасојевић, добили су 2015. године, престижну награду „Капетан Миша Анастасијевић” Привредне коморе Србије, за Златиборски округ, за допринос развоју села и унапређењу пољопривреде.